# Vetterslund
Vetterslund är en stadsdel i Västerås. Området är ett bostadsområde som ligger mellan Råbyleden och Narvavägen med en infart från respektive väg.
Området avgränsas i väster av Narvavägen, i norr grönområdet som gränsar till Pettersberg, österut Ormbergsskogen, och söderut av Råbyleden.
Området gränsar i norr till Pettersberg, i öster till  Ormberget, i söder till  Vetterstorp, i väster till  Råby